# Ruhwinkel
Ruhwinkel est une commune allemande de l'arrondissement de Plön, dans le Land de Schleswig-Holstein.

## Géographie
Ruhwinkel est à environ 20 km de Neumünster, Plön et Bad Segeberg, et 30 de Kiel.
Le territoire de la commune est traversé par la Bundesautobahn 21 entre Kiel et Bad Segeberg.
Le lac Fuhlensee est depuis 1983 une réserve naturelle. Il se trouve près du Bornhöveder See, du Schmalensee et du Belauer See, à l'est et au nord du Schierensee.
La commune se compose des quartiers de Ruhwinkel, Bockhorn et Schönböken.

## Histoire

### Le château de Schönböken
Schönböken est fondé vers 1800 comme une dépendance du château de Perdoel et devient un domaine indépendant en 1806. Il se sépare aussi des villages de Ruhwinkel et de Belau. En 1936, la Wehrmacht achète le domaine et établit une remonte en 1941.
Le manoir est construit en 1805 et agrandi en 1870. Il sert d'accueil aux réfugiés après la Seconde Guerre mondiale. Aujourd'hui, c'est un centre de l'association allemande du zen.
L'allée de tilleuls est composée de 250 arbres plantés en 1856 sur un kilomètre vers la Bundesstraße 430.

### Le château de Bockhorn
Bockhorn était au XVIIe siècle une zone boisée qui lui donnerait son nom (Bock est dérivé de Buche (« hêtre ») et Horn (« angle »)), possession du château de Perdoel. Il y avait aussi une verrerie qui se servait de ce bois. Le terrain déboisé devient des terres agricoles. En 1806, Bockhorn devient un domaine indépendant.

## Personnalités liées à la commune
- Ludwig Ross (1806-1859), archéologue.
- Bernhard Bronsart von Schellendorff (1866-1952), général mort à Bockhorn.